# Austroparmelina elixiana
Austroparmelina elixiana är en lavart som först beskrevs av Argüello & A. Crespo, och fick sitt nu gällande namn av A. Crespo, Divakar & Elix. Austroparmelina elixiana ingår i släktet Austroparmelina och familjen Parmeliaceae.   Inga underarter finns listade i Catalogue of Life.